# Pol Stievenart
Pour les articles homonymes, voir Stievenart.
Pol Stiévenart est né le 23 avril 1877 à Mons et mort le 31 décembre 1960 à Rochefort, est un peintre, aquarelliste réaliste et écrivain belge connu pour ses peintures paysagères et aquarelles ainsi que pour ses ouvrages littéraires.

## Biographie
Pol Philippe Jules Stiévenart fait partie d'une famille d'artistes. Né le 23 avril 1877 à Mons, il est le fils de Clément Stiévenart, artiste-peintre, et de Juliette Persenaire. Sa famille est tournée par tradition vers l'art. Un de ses ancêtres, Jean Stiévenart, qui épouse en 1708 Marie Watteau à Mons, exerce la profession d'imagier, peintre enlumineur d'images et sculpteur. Pol Stévenart est le frère de Renée Stiévenart artiste-peintre et de Marie Stiévenart, dessinatrice. Il est également le cousin de Michel Stiévenart, sculpteur. Il se marie avec Clara Desalle puis, après son décès, avec Euphrasine Boentges. 
La peinture est sa première vocation. Il commence ses études artistiques par une formation à l'Académie royale des Beaux-Arts de Mons de 1891 à 1896. Il y reçoit l'enseignement du peintre Antoine Bourlard. De 1896 à 1897, il continue sa formation à l’Académie d'Anvers où il s'imprègne de l'impressionnisme. De 1897 à 1898, il se retrouve à l'Académie royale des Beaux-Arts de Bruxelles pour y étudier le réalisme. C'est à Bruxelles qu'il découvre le cénacle littéraire de la capitale et qu'il crée et anime la revue littéraire « Le Thyrse » en mai 1899. En 1912, il crée la revue littéraire « Exil ». 
Il est lauréat du prix de Rome. Grâce à ce prix, il part sur les traces de son maître Antoine Bourlard en 1906. En 1919, il écrira une biographie sur celui-ci. En Italie, il s’arrête particulièrement dans le village d’Anticoli Corrado. Ce lieu lui inspire une moisson d’aquarelles et dont il tire un nouvel ouvrage, « Au pays d’Horace » en 1948. De même, tel un nomade, il est attiré par le monde méditerranéen et l'islam dont il tirera plusieurs ouvrages. Il trouve néanmoins le temps de revenir épisodiquement à sa première vocation en représentant l'Ardenne, l'Italie, la Grèce, l'Espagne, l'Afrique, etc.
Dans l'entre-deux-guerres, il déménage à Rochefort dans la province de Luxembourg. En 1935, il devient conservateur du musée de folklore régional dans cette localité. Il fait également partie du Conseil de direction du groupement « L'Ardenne belge » qui regroupe les intellectuels des provinces de Liège, de Namur et de Luxembourg. Il est enfin membre de la Commission royale des monuments et des sites.
Certaines de ses œuvres sont exposées au musée des Beaux Arts de Mons (BAM).

## Œuvres picturales connues
- Jeune bédouine d'Assouan, dessin-aquarelle.
- Chevet de l'Eglise de Braine-le-Comte, fresque et peinture (Mons), 1904.
- Vue à Rochefort, peinture.

## Liste des livres publiés
- Il Fiammingo, silhouette et paysage de la vie d'Antoine Bourlard (1826-1899), Lamertin, Bruxelles, 1919 (Prix Beernaert 1919-1920).
- Le Nil, 1930.
- Cœur de poire, roman, 1931.
- Le voyage à Bagdad. Palestine. Iraq. Syrie, Turquie, «Revue Le Thyrse», 1933.
- Le Nil, Egypte, Nubie, Soudan, 1934.
- Au Pays d'Horace, 1948.
- Afrique du Nord, Sahara, Niger, La Renaissance du livre, 1955.
- Mirages, 1956.